# Full Circle (miniserie televisiva)
Full Circle è una miniserie televisiva statunitense ideata e scritta da Ed Solomon e diretta da Steven Soderbergh. È stata distribuita dal 13 al 27 luglio 2023 su Max.

## Trama
A New York la polizia indaga su di un rapimento fallito. Le ricerche sveleranno vecchi segreti che coinvolgono diverse persone.

## Puntate
| nº | Titolo originale    | Titolo italiano     | Pubblicazione USA | Pubblicazione Italia |
| -- | ------------------- | ------------------- | ----------------- | -------------------- |
| 1  | Something Different | Qualcosa di diverso | 13 luglio 2023    | 18 luglio 2024       |
| 2  | Charger             | Il cerchio di gesso | 13 luglio 2023    | 18 luglio 2024       |
| 3  | Jared's Body        | Lealtà e tradimenti | 20 luglio 2023    | 18 luglio 2024       |
| 4  | Safe in the Circle  | A carte scoperte    | 20 luglio 2023    | 18 luglio 2024       |
| 5  | Loyalty             | Segreti             | 27 luglio 2023    | 18 luglio 2024       |
| 6  | Essequibo           | Fugacità            | 27 luglio 2023    | 18 luglio 2024       |

## Personaggi e interpreti

### Principali
- Melody "Mel" Harmony, interpretata da Zazie Beetz, doppiata da Erica Necci.
Ispettrice della USPIS che indaga sulla scomparsa di Jared.
- Samantha "Sam" Browne, interpretata da Claire Danes, doppiata da Barbara De Bortoli.
Responsabile marketing per suo padre Jeff, moglie di Derek e madre di Jared.
- Manny Boward, interpretato da Jim Gaffigan, doppiato da Francesco Pannofino.
Ispettore della USPIS e capo di Mel.
- Aked, interpretato da Jharrel Jerome, doppiato da Emanuele Ruzza.
Nipote di Mahabir e fidanzato di Natalia.
- Derek Browne, interpretato da Timothy Olyphant, doppiato da Riccardo Rossi.
Marito di Sam e padre di Jared.
- Savitri Mahabir, interpretata da CCH Pounder, doppiata da Laura Romano.
Zia di Aked che organizza il rapimento di Jared per potersi liberare dalla maledizione che ha colpito la sua famiglia in Guyana.
- Garmen Harry, interpretato da Phaldut Sharma, doppiato da Massimo De Ambrosis.
Amico e collaboratore di Mahabir.
- Natalia, interpretata da Adia, doppiata da Veronica Puccio.
Sorella di Louis e fidanzata di Aked che studia per diventare massaggiatrice.
- Xavier, interpretato da Sheyi Cole, doppiato da Alessandro Campaiola.
Originario della Guyana, arriva a New York insieme a Louis dopo essere stati assoldati da Mahabir.
- Louis, interpretato da Gerald Jones, doppiato da Federico Campaiola.
Fratello di Natalia e amico di Xavier.
- Kristin McCusker, interpretata da Suzanne Savoy, doppiata da Alessandra Korompay.
Madre di Sam e moglie di Jeff.
- Jared Browne, interpretato da Ethan Stoddard.
Figlio unico di Sam e Derek che viene spiato da Nicky e rimane vittima del suo rapimento.
- Nicholas "Nicky", interpretato da Lucian Zanes, doppiato da Riccardo Suarez.
Figlio sedicenne di Derek che viene scambiato per Jared durante il rapimento.
- Jeff McCusker, interpretato da Dennis Quaid, doppiato da Massimo Rossi.
Padre di Sam e famoso chef.

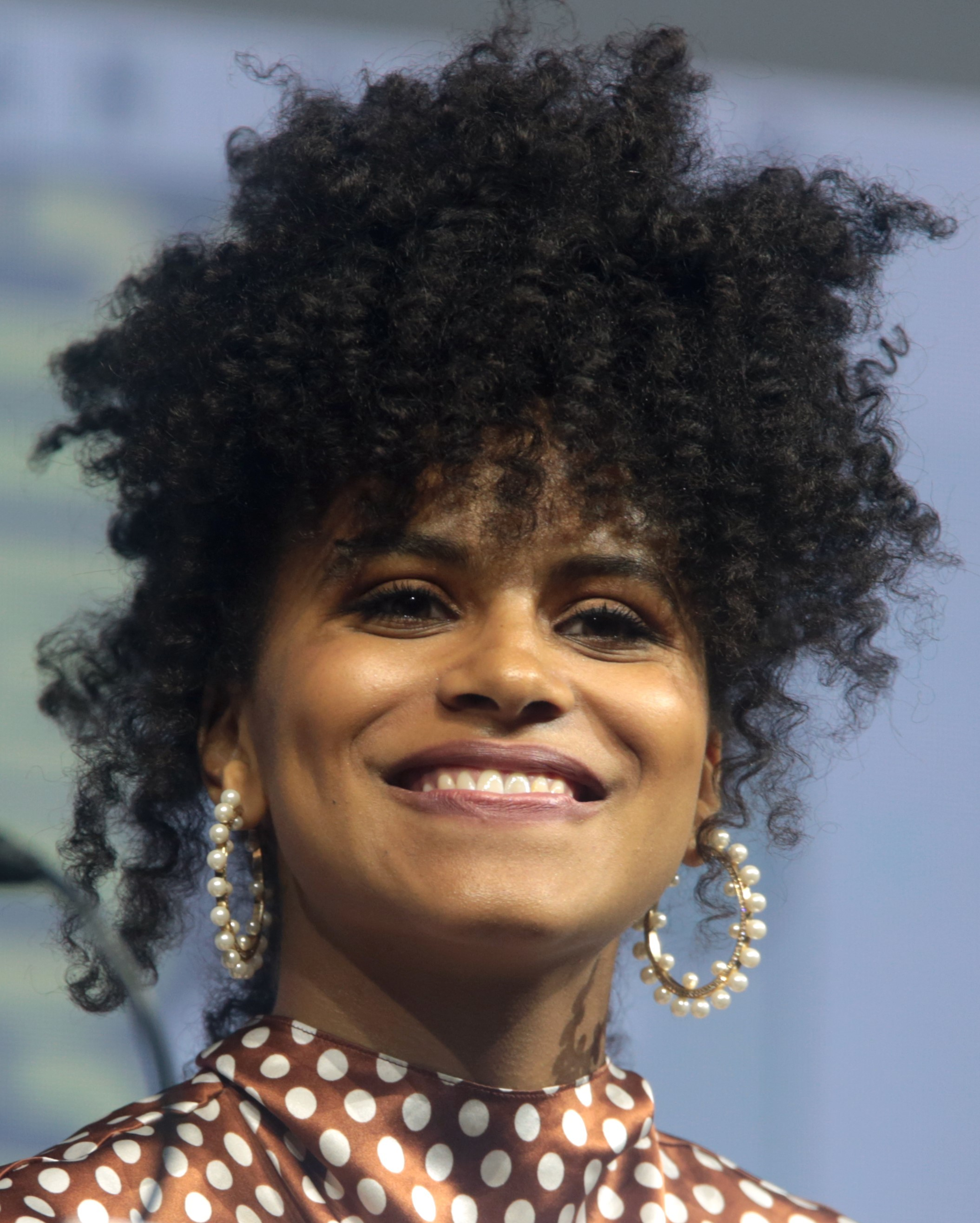
Zazie Beetz
Claire Danes
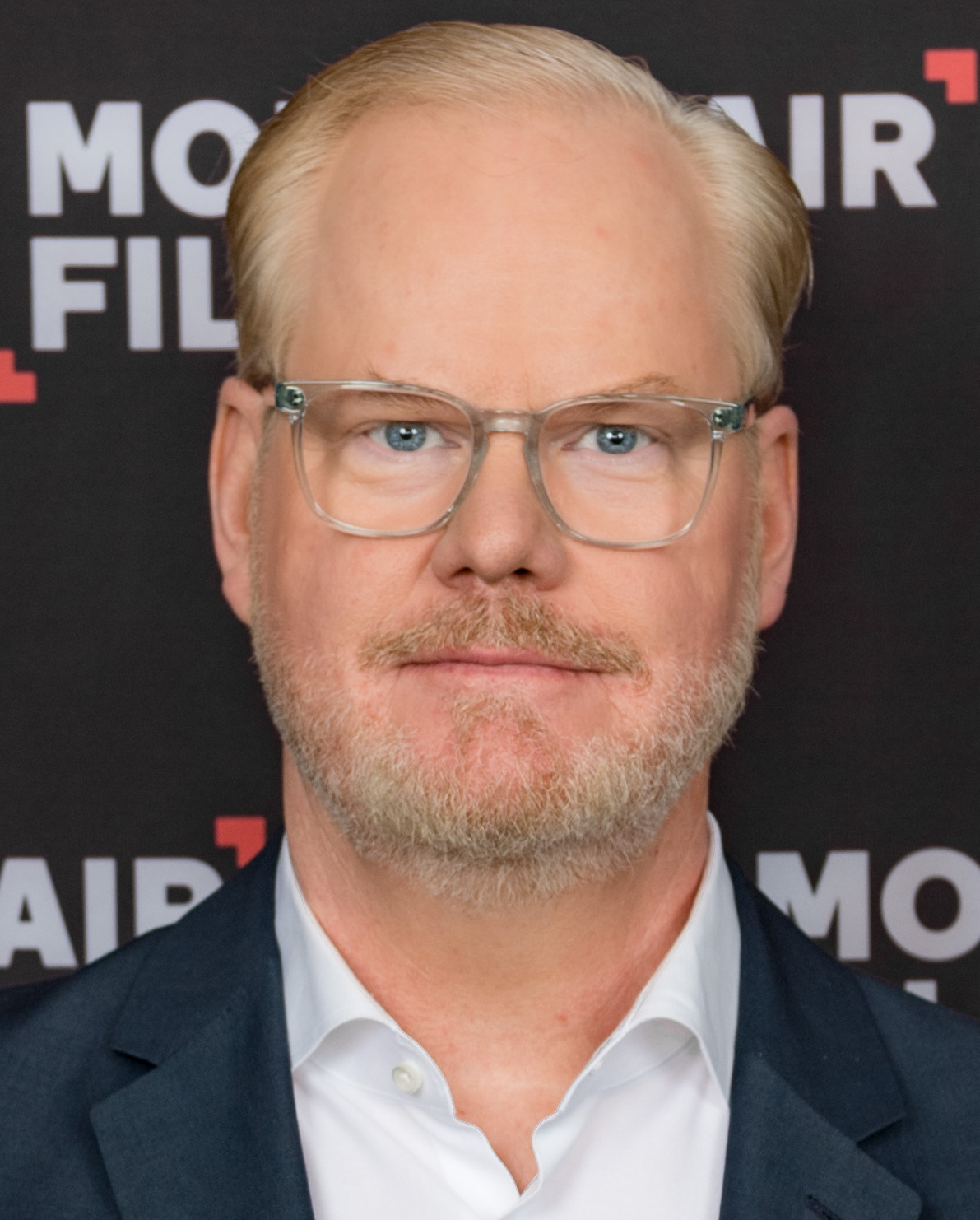
Jim Gaffigan
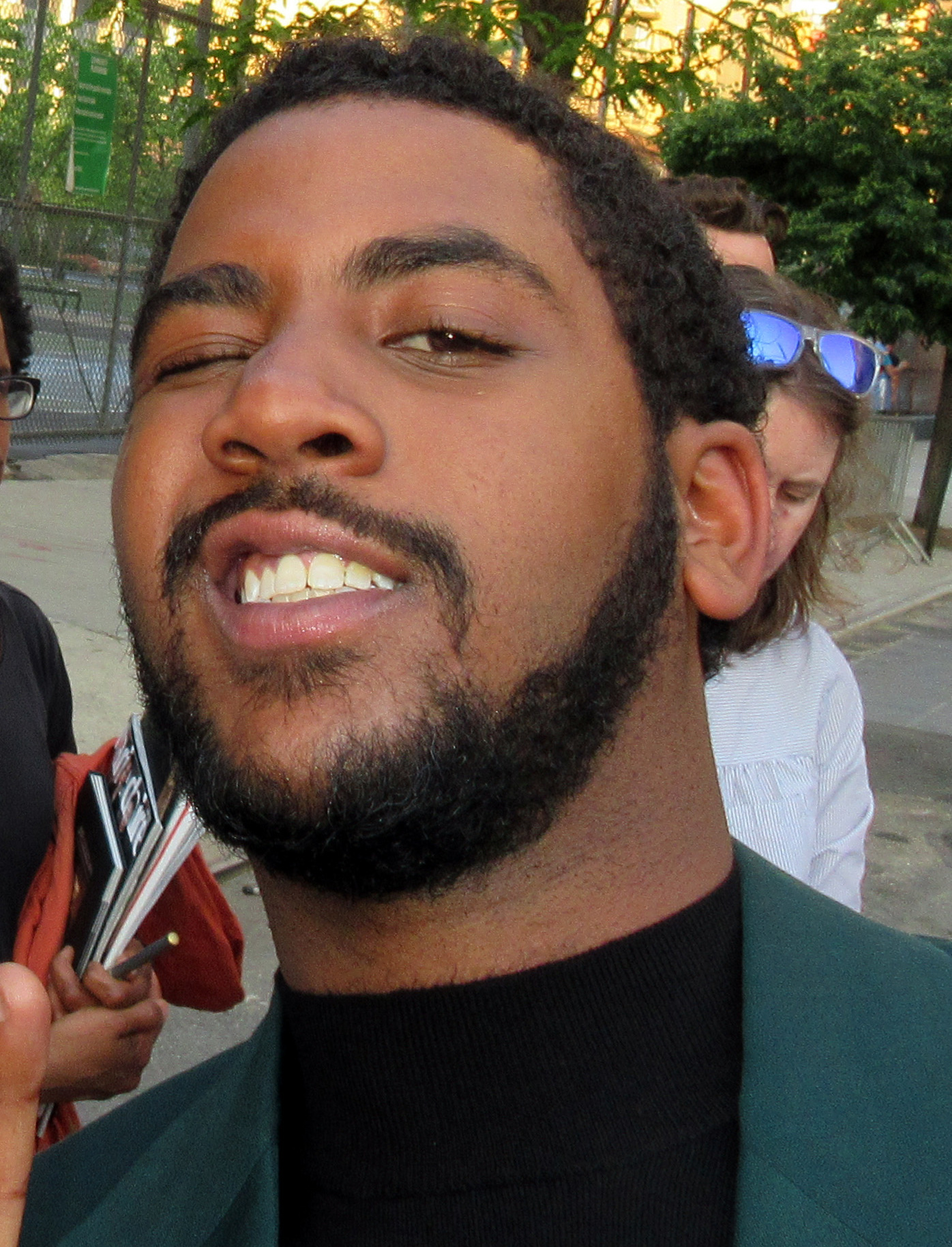
Jharrel Jerome
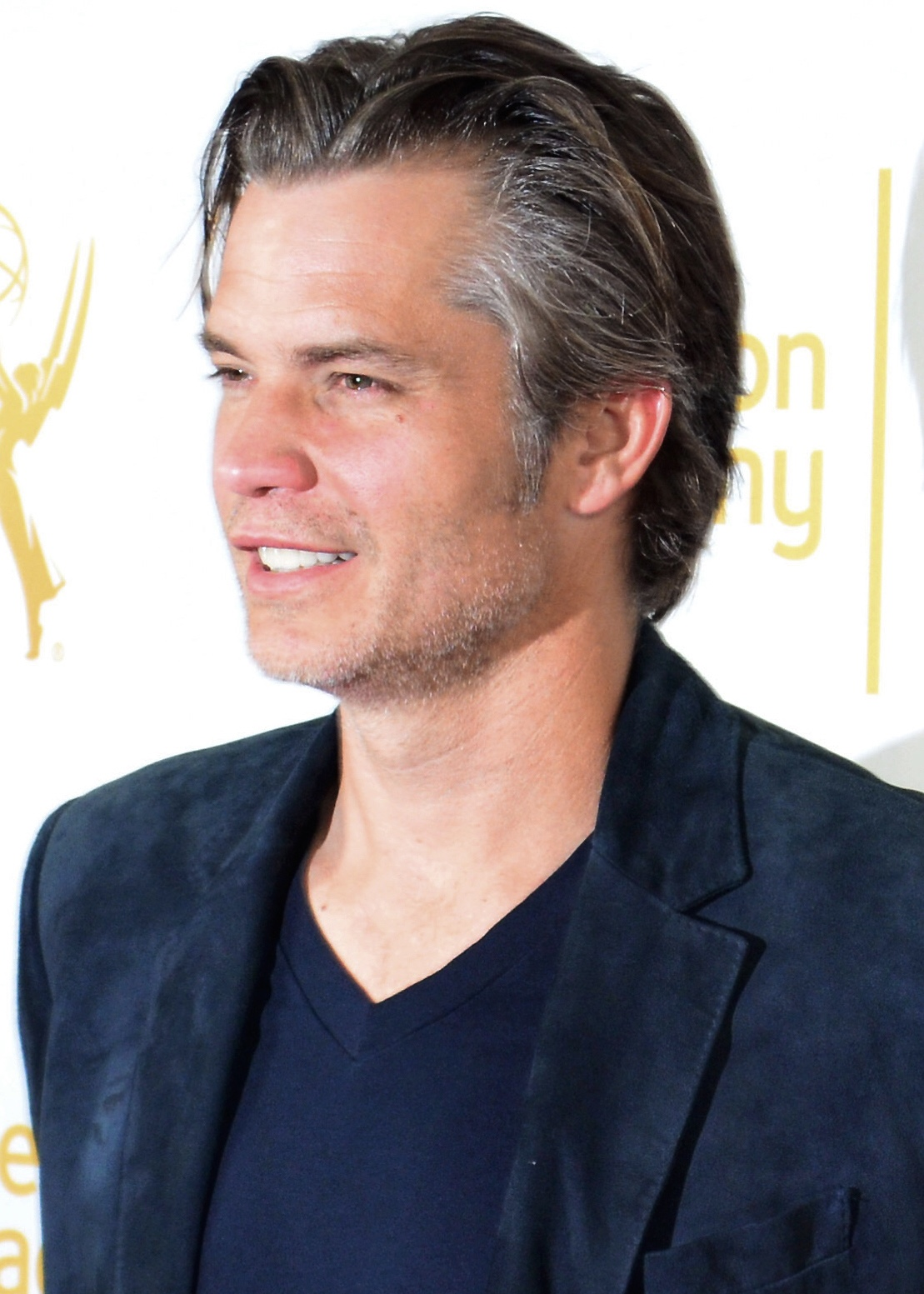
Timothy Olyphant
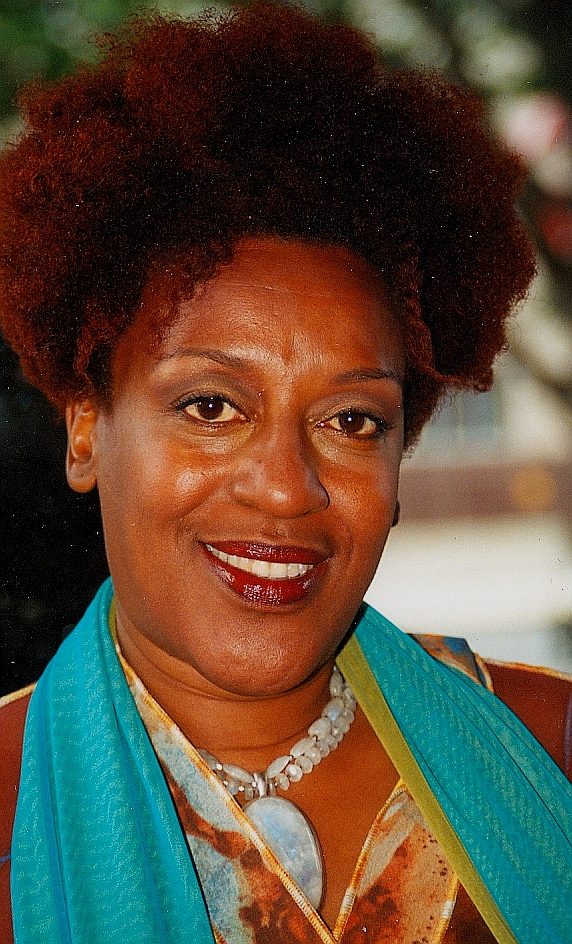
CCH Pounder
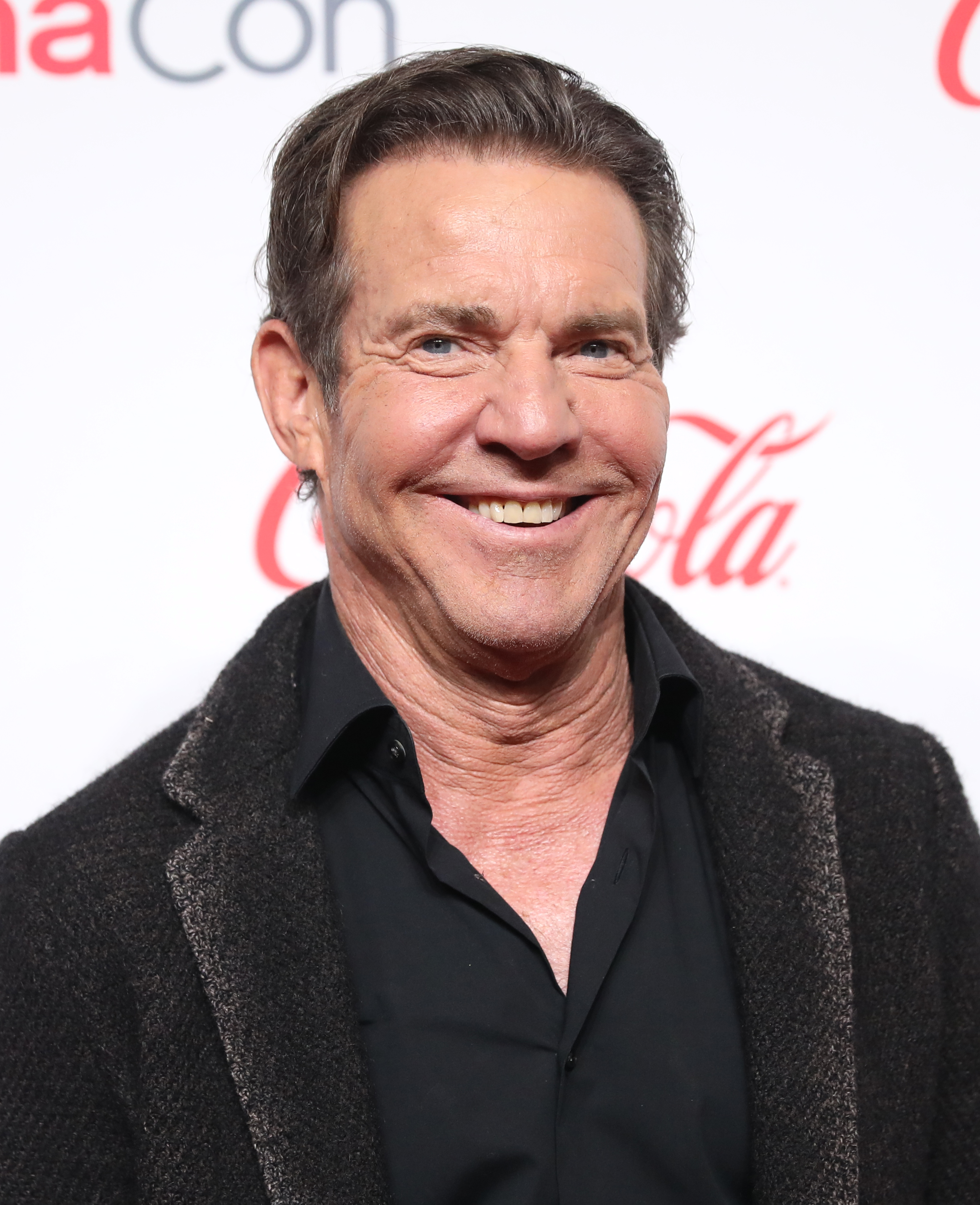
Dennis Quaid

### Ricorrenti
- Paul Tranquada, interpretato da Kareem Savinon, doppiato da Stefano Crescentini.
Braccio destro di Garmen.
- Gene McCusker, interpretato da William Sadler, doppiato da Luca Biagini.
Zio di Sam, fratello di Jeff e detective in pensione.
- Joey, interpretato da Happy Anderson.
Vicino di casa dei Browne che nasconde Jared dopo il rapimento fallito.
- Cindy McCusker, interpretata da Kristin Griffith, doppiata da Anna Rita Pasanisi.
Moglie di Gene.
- Joseph Clarence, interpretato da Ted Sod, doppiato da Michele Gammino.
Amico di Jeff con cui gioca a scacchi.
- Carol, interpretata da May Hong, doppiata da Eleonora Reti.
Fidanzata di Mel.
- Hannah-Estelle, interpretata da Anita Sabherwal, doppiata da Ilaria Giorgino.
Moglie di Garmen.
- Melvin Willoughby, interpretato da Franklin Ojeda Smith, doppiato da Paolo Buglioni.
Amico di vecchia data di Mahabir.
- Roan Jessup, interpretato da David Wilson Barnes.
Agente dell'FBI.
- Brian Senders, interpretato da Russell G. Jones doppiato da Simone Mori.
Detective della polizia di New York.
- Charisse Henrikson, interpretata da Rachel Annette Helson, doppiata da Gemma Donati.
Madre di Nicky.

## Produzione
Il 17 giugno 2021 è stato reso noto che HBO Max stava sviluppando una miniserie con Ed Solomon come sceneggiatore e produttore esecutivo insieme a Casey Silver, e Steven Soderbergh come regista di tutte le puntate.
Il soggetto per la miniserie è stato ispirato dal film di Akira Kurosawa Anatomia di un rapimento.

### Casting
Nel settembre 2022 Zazie Beetz, Claire Danes, Timothy Olyphant, Dennis Quaid, Jharrel Jerome, Sheyi Cole, CCH Pounder e Jim Gaffigan sono stati annunciati nel cast principale. Nell'ottobre seguente William Sadler, Happy Anderson e Adia si uniscono al cast.

### Riprese
Le riprese sono iniziate nel settembre 2022 a New York.

## Distribuzione
La miniserie è stata presentata in anteprima al Tribeca Festival l'11 giugno 2023. Negli Stati Uniti è stata resa disponibile dalla piattaforma di streaming Max dal 13 al 27 luglio 2023. In Italia è stata interamente pubblicata su TIMvision il 18 luglio 2024.

### Edizione italiana
La direzione del doppiaggio è a cura di Simone Mori, su dialoghi di Emiliana Luini, per conto di CDC Sefit Group.

## Accoglienza

### Critica
La miniserie ha ricevuto recensioni positive dalla critica. Rotten Tomatoes riporta il 78% delle recensioni professionali positive basato su 46 critiche. Il consenso critico del sito web indica: «La trama ampollosa di Full Circle potrebbe rivelarsi troppo labirintica per il diletto occasionale, ma la sicura regia di Steven Soderbergh e un cast numeroso danno a questo noir latente intrighi in abbondanza.» Metacritic, invece, ha assegnato un punteggio di 70 su 100 basato su 23 recensioni, indicando "recensioni generalmente favorevoli".